# DJ Sneak

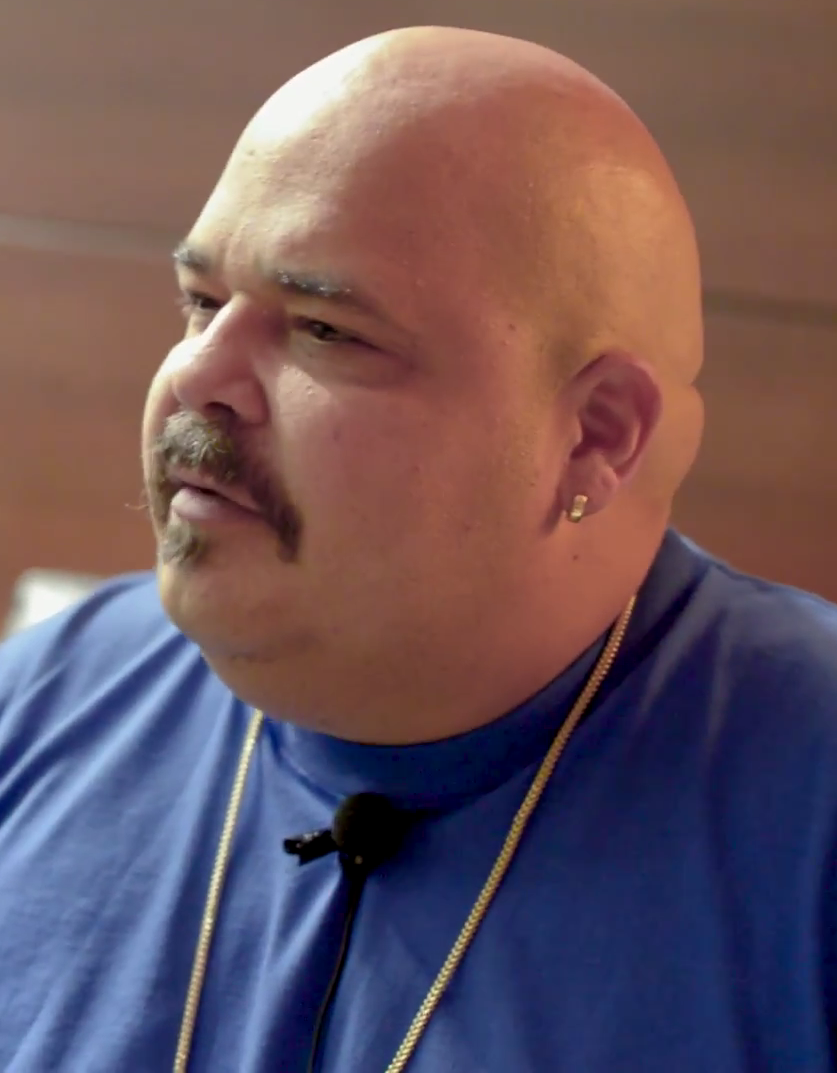
DJ Sneak

DJ Sneak (* 1970 in Puerto Rico, eigentlich Carlos Sosa) ist ein puerto-ricanischer House-DJ und Produzent. Er ist seit über 15 Jahren weltweit tätig und mit über 600 Veröffentlichungen hat er die Szene geprägt.

## Leben
Sosa ist 1983 im Alter von 13 Jahren mit seiner Familie von der Karibikinsel Puerto Rico nach Chicago gezogen. Damals entstanden in der Metropole die Wurzeln des House Genre, die Carlos nachhaltig inspirierten. Nachdem er längere Zeit als Graffiti-Künstler tätig gewesen war, kam er über einen Job als DJ mit der Musik in Berührung. In den folgenden Jahren arbeitete er im legendären DJ-Plattenladen Gramaphone Records, wo er seine DJ-Fähigkeiten verfeinerte und andere bekannte DJs kennenlernte. Zur gleichen Zeit begann er auch, sich mit Producing auseinanderzusetzen und gründete sein erstes Label Defiant Records. 1992 begann er, Tracks mit einem neuen Stil aufzunehmen, der fortan sein Markenzeichen wurde. 1994 traf Carlos Cajmere, der ihm zu Bekanntheit in der Szene verhalf. Seitdem ist DJ Sneak Synonym für einen speziellen Disco-Filtered House der in den folgenden Jahren auch das Schaffen von Szenegrößen wie zum Beispiel Daft Punk, Armand Van Helden und Basement Jaxx beeinflusste. 1997 veröffentlichte er den Track „You Can’t Hide from your Bud“, der wohl bis heute sein berühmtestes Werk ist und zu einer der Club-Hymnen des Jahres wurde. Nach 2001, als der europäische House-Sound an Bedeutung gewann, wurde es in der internationalen Szene etwas stiller um seine Person. Er ist nun wieder mehr der amerikanischen Szene bzw. deren Untergrund zuzuschreiben, spielt jedoch weiterhin auch international, wenn auch seltener.
Das Jahr 2008 kann als eine Art Comeback des Künstlers angesehen werden. Er versuchte durch eine Vielzahl von Produktionen (bisher über 20) auf zahlreichen Labels und sehr vielen Auftritten auf Festivals und Clubs, wieder in das Bewusstsein der Menschen zu rücken. Auf seinem letzten aktiven Label Magnetic kann er nach einer zweijährigen Pause, bedingt durch die schlechten Verkaufszahlen in den USA, nun über einen deutschen Vertreiber vier EPs mit neuen Tracks veröffentlichen.
Obwohl er stark von den Gegebenheiten in Chicago beeinflusst wurde, zog Carlos 1997 nach Toronto (Kanada) um, wo er bis heute wohnt.

## Produktionen
DJ Sneak gehört zu den aktivsten Produzenten im elektronischen Bereich. Mit hunderten von Tracks (Eigene und Remixe für andere Künstler) und zahlreichen Mix-CDs bzw. -Compilations ist seine Diskografie sehr umfangreich. Für seine fortlaufende Produktivität wurde er für einige Zeit von seinen Szenekollegen „Sneak A Weak“ genannt und begann deswegen, seine Musik auch unter anderen Pseudonymen zu veröffentlichen. Diese Tracks unterscheiden sich jedoch nicht von seiner bisherigen Arbeit und sind, wie er sagt, leicht am typischen Sneak Sound zu entlarven. Später erschienen nur noch Tracks unter dem echten Künstlernamen.

## Labels
- Defiant (1993)
- Strictly Rhythm (1995)
- Leg (1995) für Promo Veröffentlichungen
- Magnetic (2001)
- Oomph (2002)